# Paprec-Virbac 2
Paprec-Virbac 2 est un monocoque de la classe 60 pieds IMOCA conçu pour la course à la voile. Il fait partie de la famille des plans Farr conçus en vue du Vendée Globe 2008-2009.

## Historique

### Paprec-Virbac 2
Sponsorisé par les groupes Virbac et Paprec Group, il est mis à l'eau le 1er février 2007 en Nouvelle Zélande puis convoyé par la mer jusqu'en France afin de permettre à Jean-Pierre Dick et ses équipes d'effectuer différents tests.
En 2008, pour sa première course avec le voilier, le skipper remporte la Barcelona Word Race aux côtés de Damien Foxall.
Lors du Vendée Globe 2008-2009, Jean-Pierre Dick est contraint à l'abandon à la suite d'une collision avec un objet flottant non identifié.

### W HotelspuisEstrella Damm
Fin 2009, le monocoque prend le nom de W Hotels et est confié à Alex Pella. Pour la Transat Jacques Vabre, le skipper espagnol prend le départ aux côtés de Pepe Ribes, le duo arrive cinquième de la catégorie IMOCA à Puerto Limon.
En 2010, le voilier prend les couleurs d'Estrella Damm et est aligné en fin d'année sur la Barcelona World Race. Skippé par Alex Pella et Pepe Ribes, le monocoque clôture le tour du monde en quatrième position.

### We are Water
En 2014, Bruno et Willy Garcia prennent le départ de la Barcelona World Race à bord du monocoque qui prend alors les couleurs de We are Water. Le duo termine le tour du monde à la cinquième place.

### AerocampuspuisLa Mie Caline
En juin 2015, Arnaud Boissières annonce l'achat du monocoque en vue d'une participation au Vendée Globe l'année suivante.
Pour sa première course avec le monocoque aux couleurs d'Aerocampus, le skipper prend le départ de la Transat Jacques Vabre aux côtés de Sam Maslard. Victime d'un déchirement de la grand voile, le duo est contraint à l'abandon.
Fin 2015, le monocoque prend le couleurs de la Mie Câline à la suite de la signature d'un partenariat entre le skipper et l'entreprise pour la saison 2016 et le Vendée Globe.
Le 17 février 2017, Arnaud Boissières termine le Vendée Globe à la dixième place en effectuant le tour du monde en 102 jours, 20 heures, 24 minutes et 9 secondes.
Lors de la Transat Jacques-Vabre 2017, Arnaud Boissières prend le départ aux côtés du futur propriétaire du monocoque, Manuel Cousin, le duo arrive à la onzième place de la catégorie IMOCA,.

### Groupe Setin
En 2018, le voilier est racheté par Manuel Cousin et prend les couleurs du Groupe Setin. Le 30 novembre de la même année, le skipper termine la Route du Rhum à la quatorzième position dans la catégorie IMOCA. Victime d'une avarie, il doit faire escale pendant 8 jours à Camaret afin de réparer son monocoque.
Pour la Transat Jacques Vabre 2019, Manuel Cousin prend le départ au côté de Gildas Morvan, le duo arrive à Salvador de Bahia à la 22e place de la catégorie IMOCA.

## Palmarès

### 2007 - 2009:Paprec Virbac 2- Jean-Pierre Dick
- 2008 :

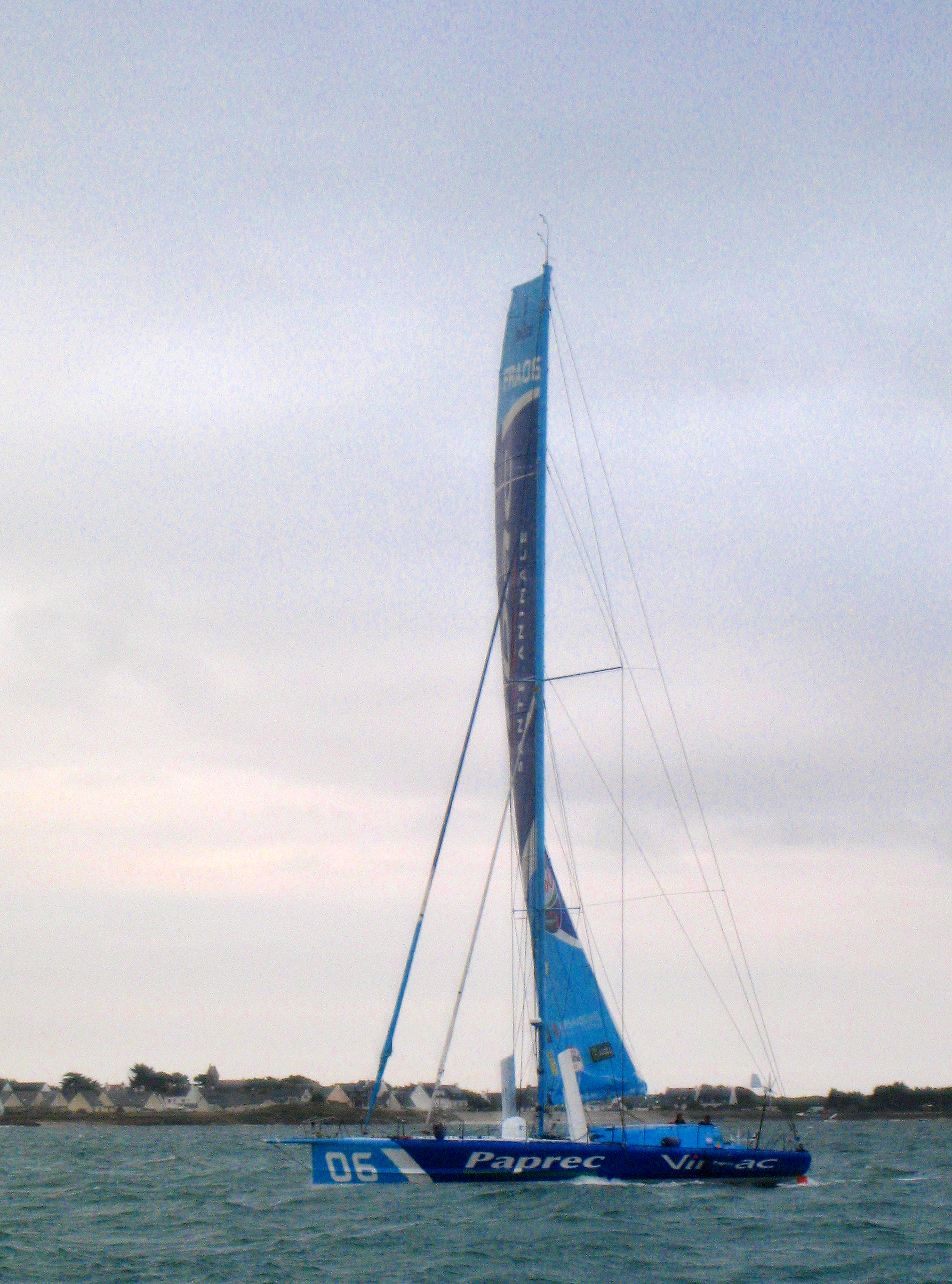
Le monocoque aux couleurs de Paprec Virbac naviguant dans le sud de la Bretagne

  - 1er de la Barcelona World Race
  - 6e de la Semaine du Record SNSM
  - Abandon lors du Vendée Globe
- 2009 :
  - 4e du Trophée du Bosphore
  - 4e de l'Istanbul Europa Race

### 2009 - 2011:W Hotels puis Estrella Damm- Alex Pella
- 2009 :
  - 5e de la Transat Jacques Vabre
- 2010 :
  - 1er de New York - Barcelone
  - 3e du Tour d'Espagne à la voile
  - 4e de la Barcelona World Race

### 2014 - 2015:We are Water- Bruno et Willy Garcia
- 2014 :
  - 5e de la Barcelona World Race

### 2015 - 2017:AerocampuspuisLa Mie Câline- Arnaud Boissières
- La Mie Câline, aux Sables-d'Olonne, en août 2016.2015 :

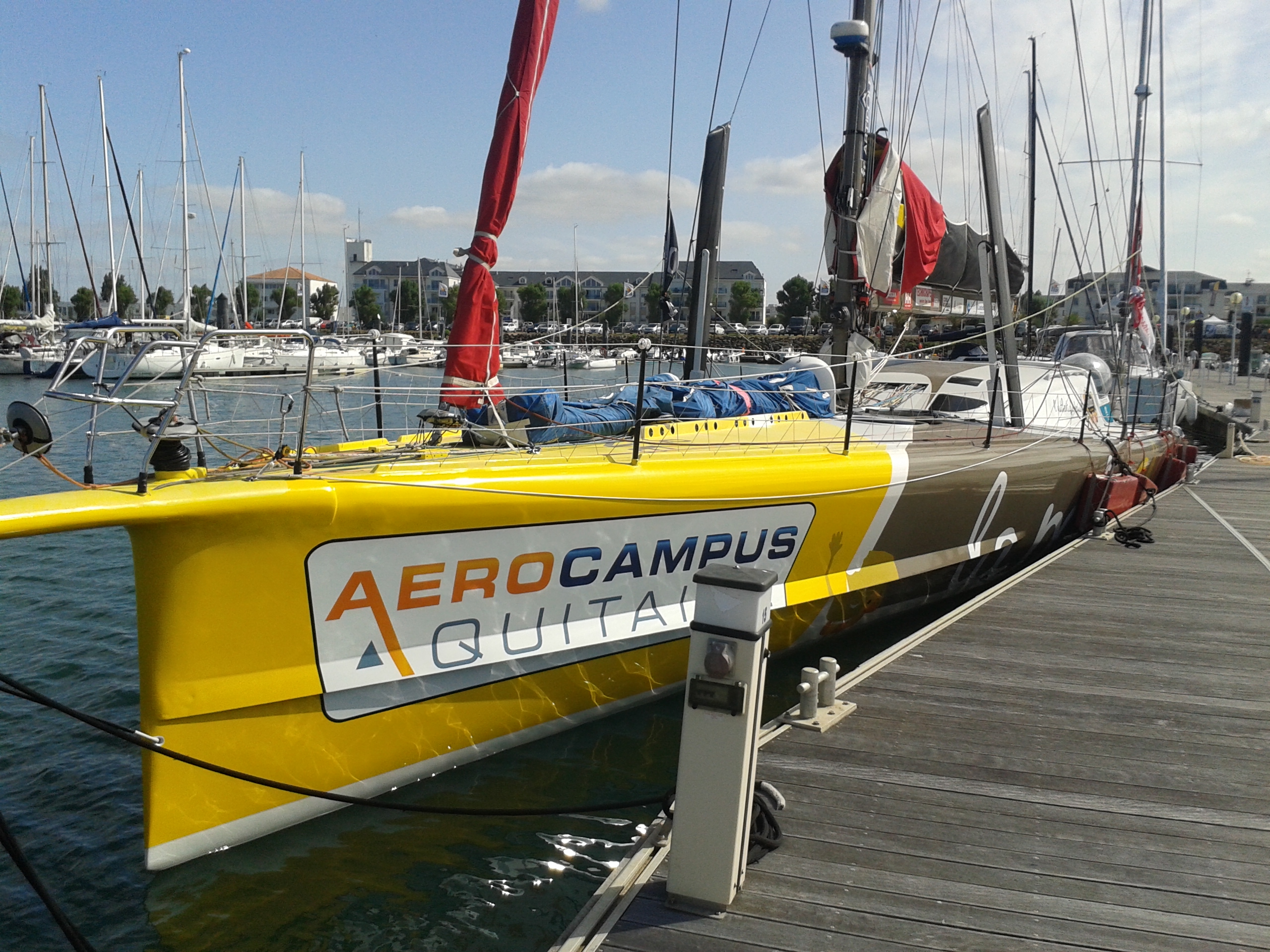
La Mie Câline, aux Sables-d'Olonne, en août 2016.

  - Abandon lors de la Transat Jacques Vabre
- 2016 :
  - 3e de l'ArMen Race
  - 10e du Vendée Globe
- 2017 :
  - 9e de la Fastnet Race
  - 8e du Défi Azimut
  - 11e de la Transat Jacques Vabre

### Depuis 2018:Groupe Setin- Manuel Cousin
- 2018
  - 6e du Grand Prix Guyader
  - 5e de la Bermudes 1000 Race
  - 6e de la Monaco Global Series
  - 6e de la Drheam Cup Race
  - 8e de la Drheam Cup Destination Cotentin
  - 14e de la Route du Rhum
- 2019
  - 8e du Grand Prix Guyader
  - 12e de la Bermudes 1000 Race
  - 4e de l'Armen Race
  - 12e de la Fastnet Race
  - 22e de la Transat Jacques Vabre, en double avec Gildas Morvan

- 2020

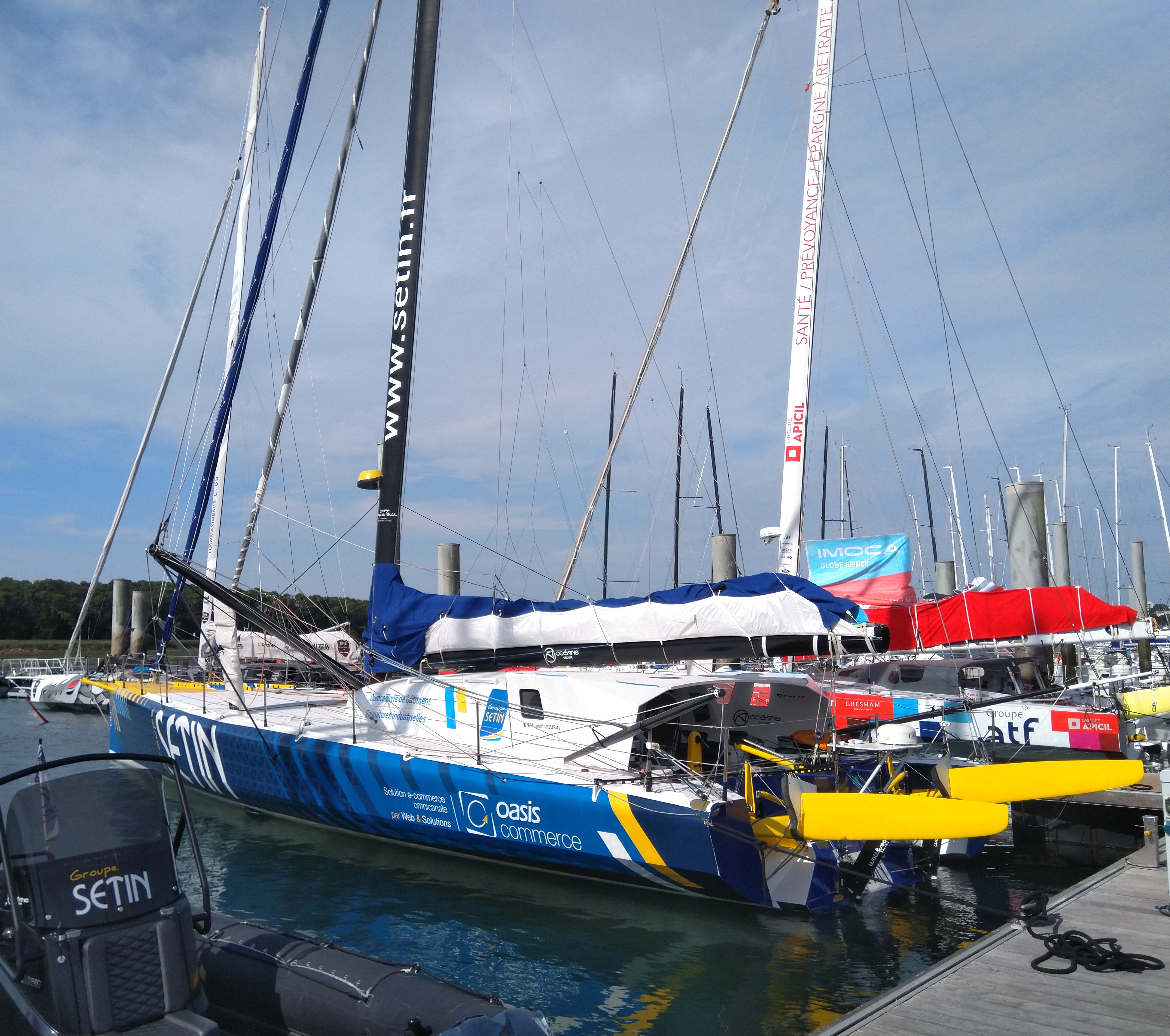
Groupe Setin à Lorient, pour le Défi Azimut 2022.

  - 15e Vendée-Arctique-Les Sables d'Olonne

- 2021
  - 23e Vendée Globe 2020-2021
  - 18e de la Transat Jacques Vabre, en double avec Alexia Barrier

- 2022
  - 18e de la Guyader Bermudes 1000 Race
  - 30e de la Route du Rhum